# Bielawy (powiat kościański)
Bielawy – wieś w Polsce położona w województwie wielkopolskim, w powiecie kościańskim, w gminie Śmigiel. Wieś w granicach Parafii rzymskokatolickiej w Wilkowie Polskim – Kościół Parafialny pw. św Jadwigi Śląskiej.
Wieś wzmiankowana nielicznie dopiero w XIX w.
W rejestrze urzędu pocztowego z roku 1894 Bielawy widnieje jako wieś (dorf).
| Namen der ortschanen. (nazwy miejscowości) | Kreis. (okreg) | Amtsgerichts-bezirk. (Sąd rejonowy – dzielnica) | Polizei – Districtsamt. (Policja Urząd Okręgowy) |
| ------------------------------------------ | -------------- | ----------------------------------------------- | ------------------------------------------------ |
| Bielawy                                    | Schmiegel      | Schmiegel                                       | Schmiegel. West                                  |

W latach 1975–1998 miejscowość należała administracyjnie do województwa leszczyńskiego.

## Nazwa miejscowości
Bielawy, posiadają nazwę topograficzną. "Bielawa" to teren podmokły, podmokła łąka, pastwisko. Także błotniska łąka, torfowisko, mokradło. bielawy – od rosnących na nich wełnianek, których okwiat przekształca się w biały puch.

## Zabytki

### Przystanek kolei wąskotorowej

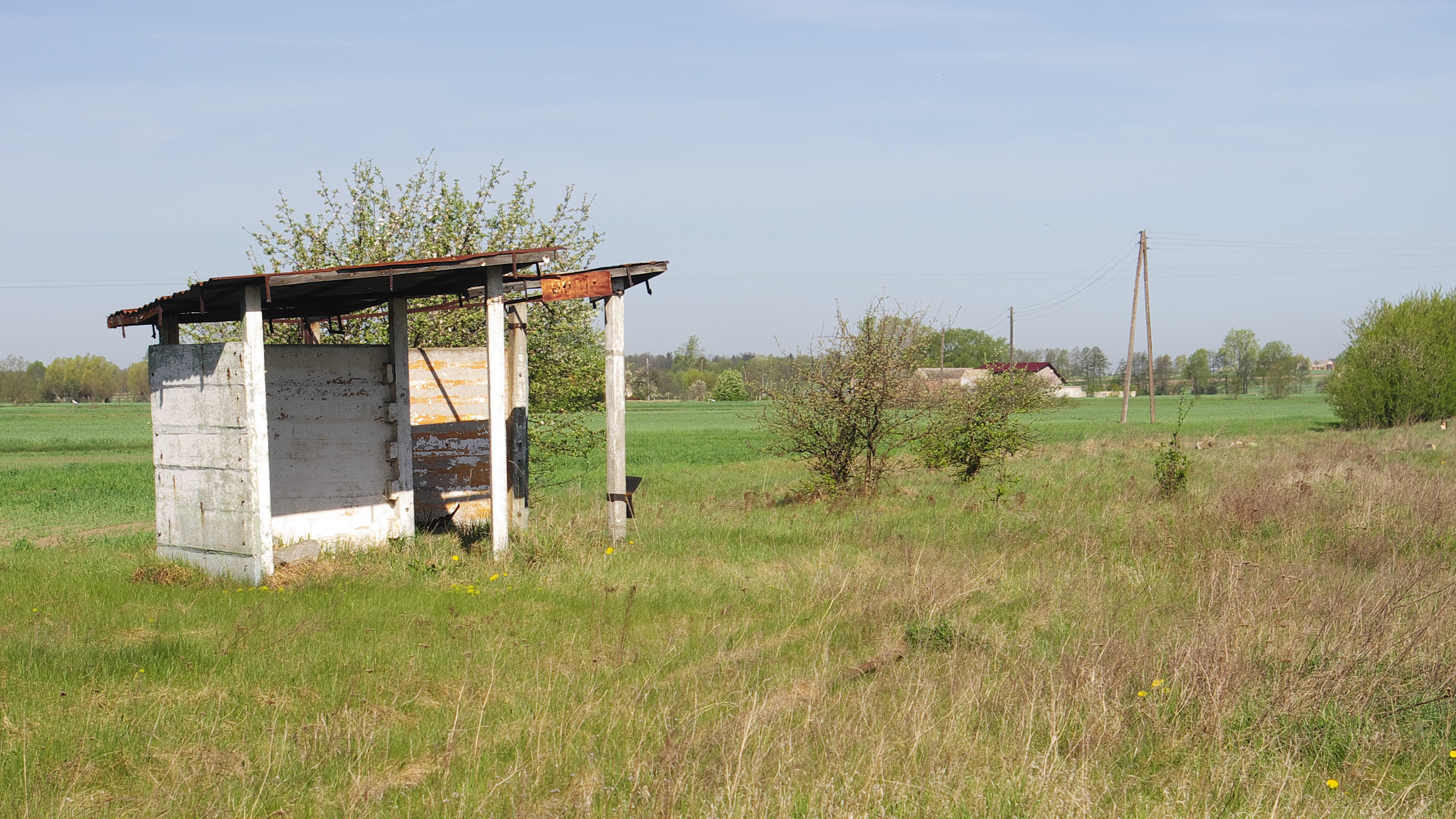
Nieistniejąca już wiata przystankowa w Bielawach ul. Śmigielska

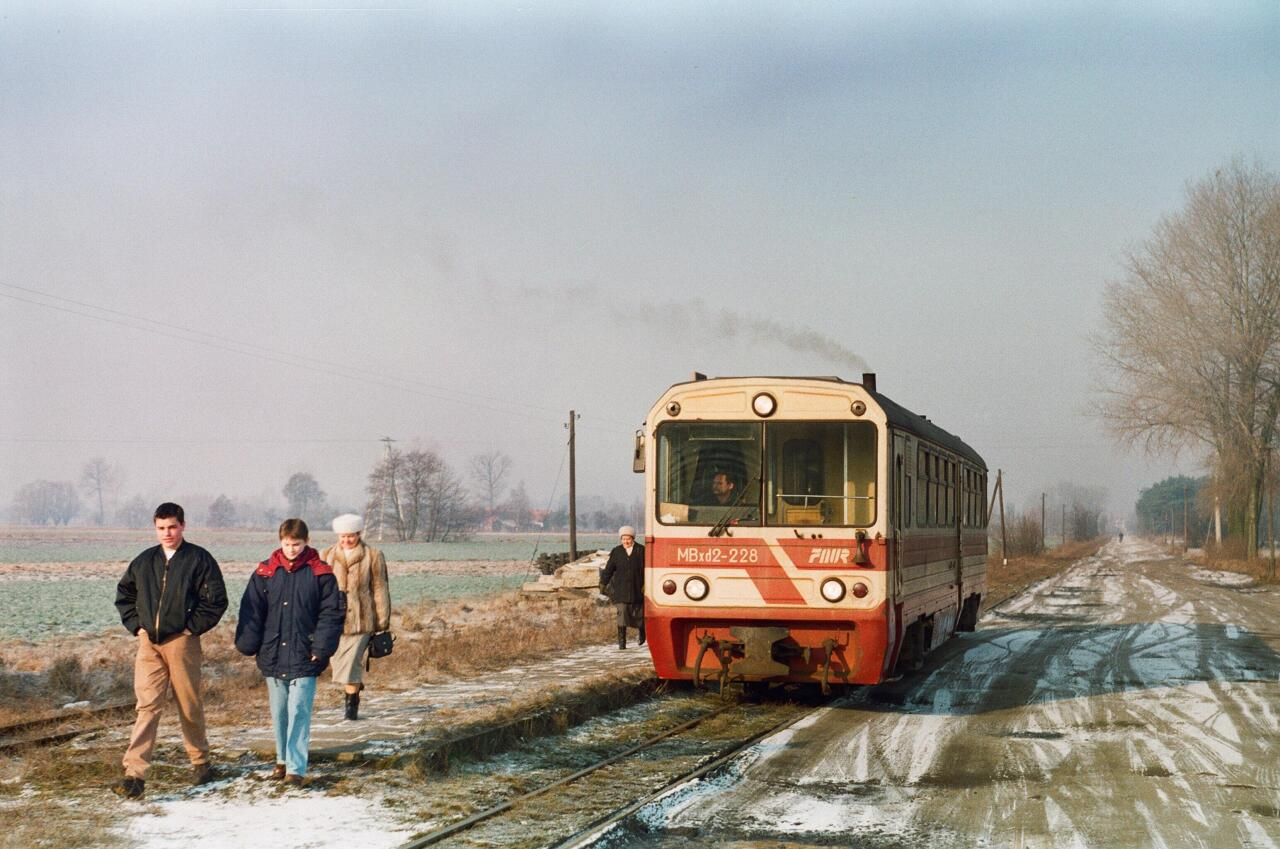
Posterunek odstępowy telefoniczny, mijanka, przystanek osobowy Bielawy Wąskotorowe – pociąg MM 75221 relacji Śniaty – Śmigiel (Stare Bojanowo Wąskotorowe), obsługiwany wagonem spalinowym MBxd2-228. Widok w kierunku stacji Wielichowo (Rakoniewice Wąskotorowe).

Przystanek w Bielawach utworzony został w 1900 r. Pierwszy pociąg przejechał 30.10.1900. kiedy to otwarto drugą linie kolejki wąskotorowej ze stacji Bojanowo Stare, przez Śmigiel do Wielichowa. Linia ta miała wówczas 23,5 km długości. W tamtym okresie rozstaw szyn wynosił 1 m.  Obsługiwały ją parowozy (typu tender) zbudowane w Monachium.
01.09.1901 r. Uruchomiono linię kolejową (szerokotorową) Kościan – Grodzisk, w tym samym czasie uruchomiono 3 linię Śmigielskiej Kolei Powiatowej, Wielichowo – Ujazd. Tym samym Bielawy uzyskały połączenie osobowe do dwóch stacji kolei szerokotorowej.
W 1955 r. rozważano budowę linii z Bielaw do Kościana, planów nigdy nie zrealizowano.
w 2010 r. w związku z bardzo złym stanem torowiska, kursy pasażerskie i towarowe ustały zupełnie. w 2023 r. Torowisko na trasie nadal istniało, nie było jednak zdatne do użytkowania.
1.06.2023 r. rozpoczęto budowę drogi rowerowej w miejsce torowiska na odcinku z Wielichowa do Ziemina. Docelowo droga rowerowa na trasie dawnych torów kolejowych ma połączyć Wielichowo ze Śmiglem.

### Figura Matki Boskiej z Dzieciątkiem Jezus

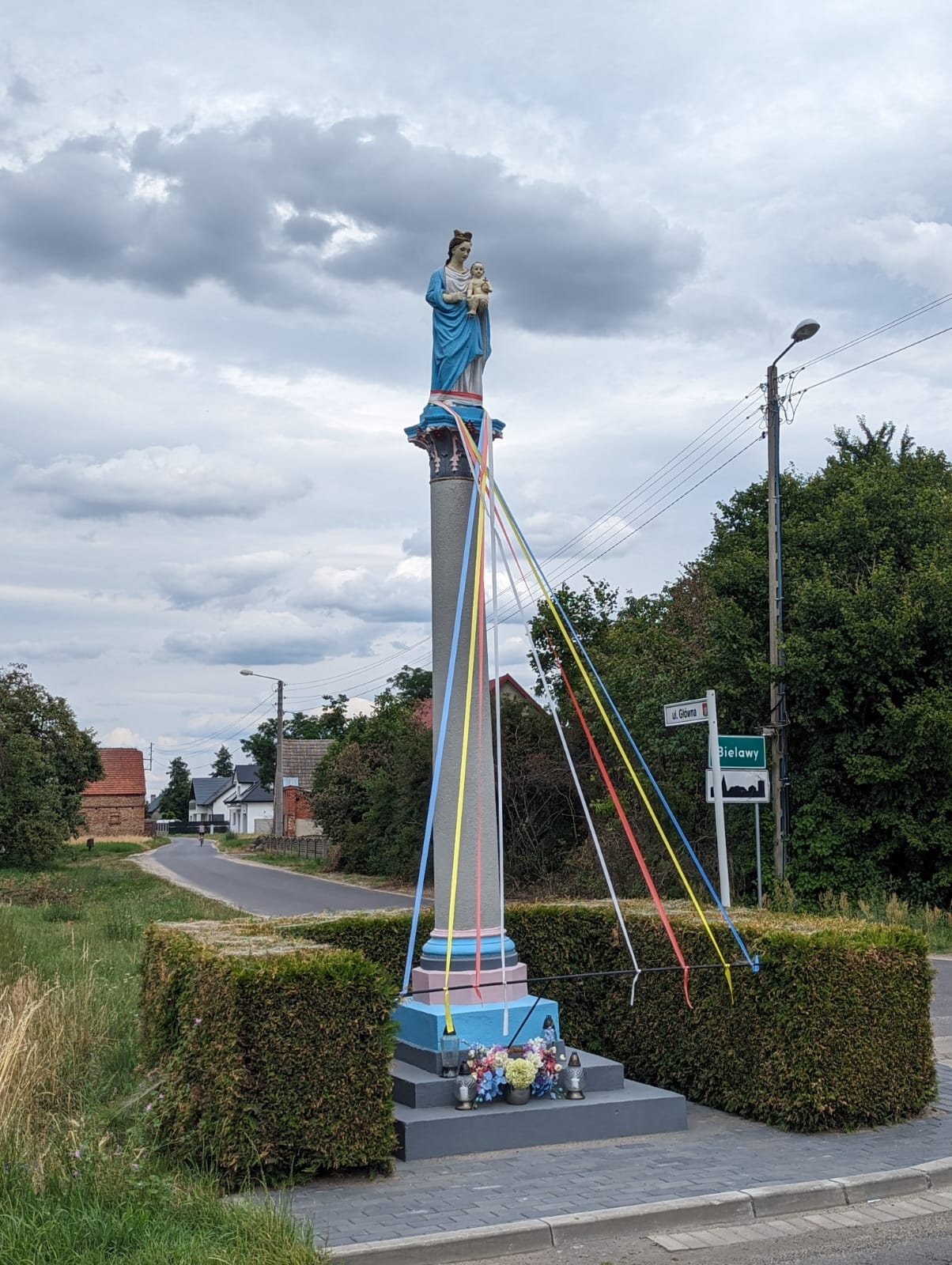
Figura Matki Boskiej z Dzieciątkiem Jezus na postumencie.

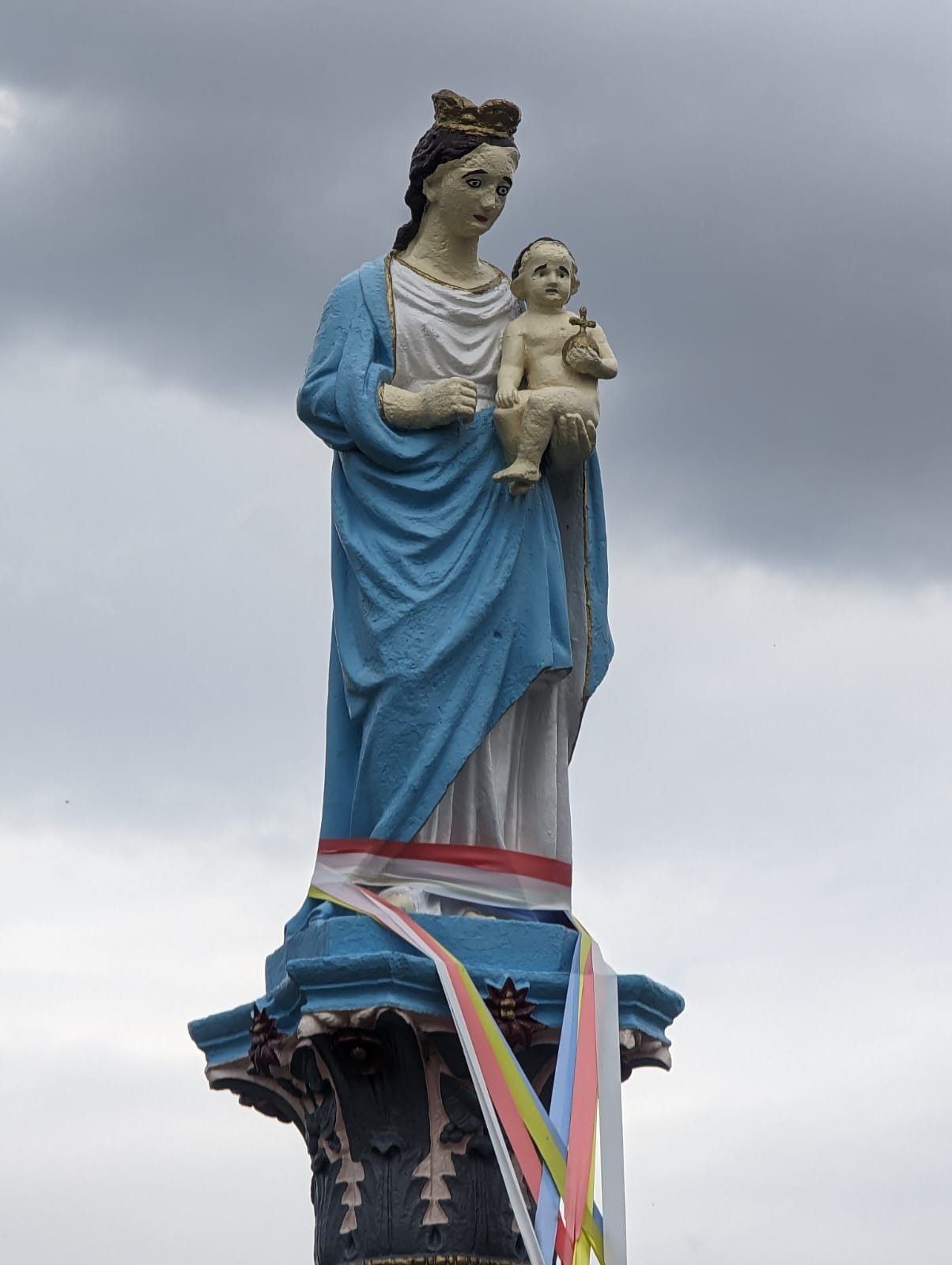
Figura Matki Boskiej z Dzieciątkiem Jezus

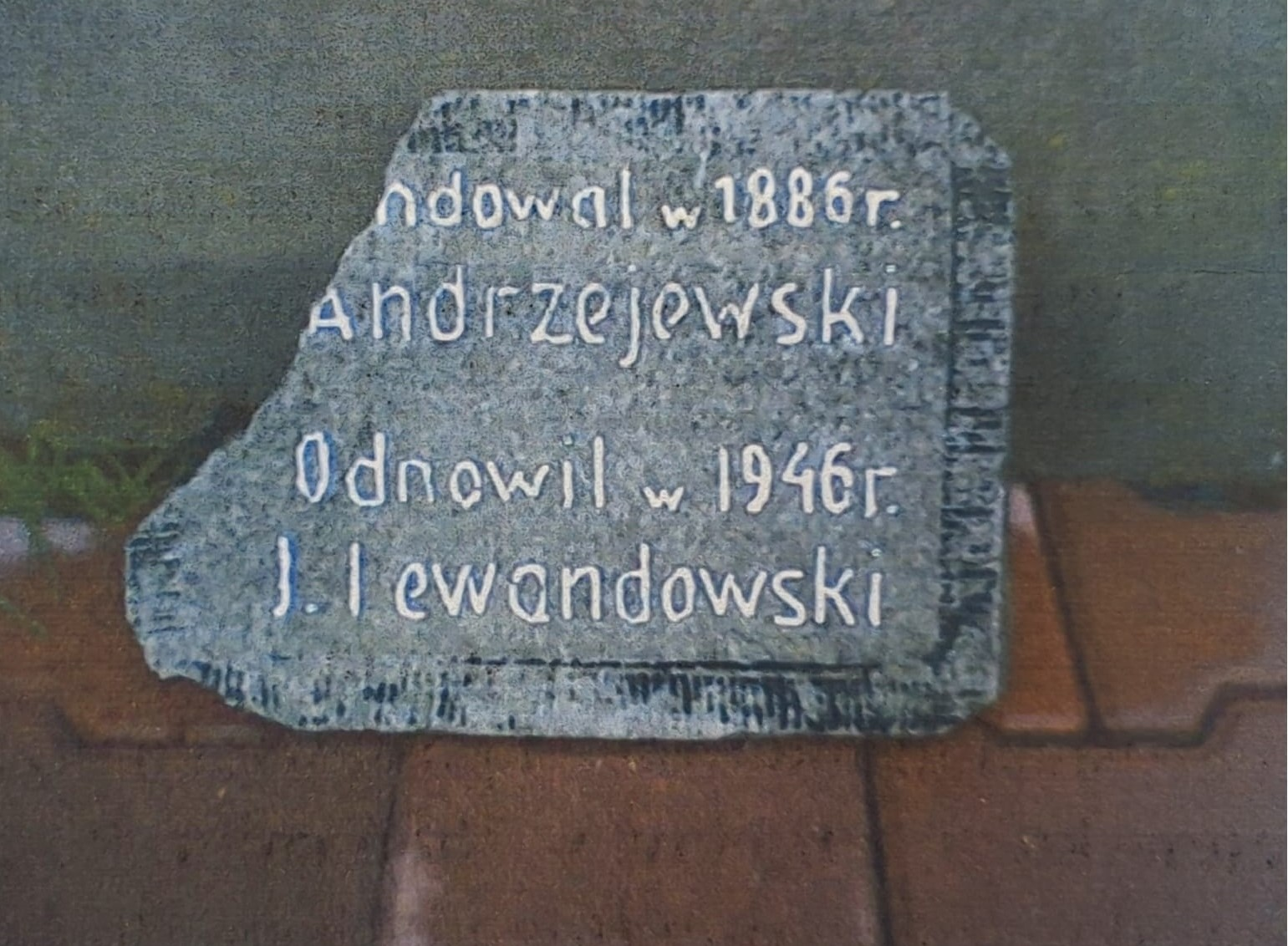
Tablica fundacyjna

Figura, znajduje się w Bielawach, po północnej stronie skrzyżowania ulic Głównej i Śmigielskiej (Osiedle Przylesie). Oryginalne kolory figury nie są znane, pierwotnie figura prawdopodobnie posiadała tez berło.
Figura ta została ufundowana i postawiona przez Marcina Andrzejewskiego z Bielaw w 1886 r. Figura stanowi votum wdzięczności Bogu i Matce Boskiej za uratowanie życia jego małżonki. Według relacji najstarszych osób, przekazywanych z pokolenia na pokolenie wynika, że: Franciszka Andrzejewska małżonka Marcina Andrzejewskiego, po urodzeniu córki zapadła na "ciężką chorobę", ówcześni lekarze nie potrafili jej pomoc i nie dawali szans na przeżycie. Rodzina modliła się żarliwie o jej wyzdrowienie. Sam Marcin Andrzejewski, poprzysiągł sobie i Bogu, że gdy tylko żona wróci do zdrowia, w dowód wdzięczności postawi figurę Matki Boskiej z Dzieciątkiem Jezus. Według relacji, małżonka Andrzejewskiego powróciła do zdrowia a Marcin Andrzejewski spełnił obietnice daną Bogu. Przy nowo postawionej figurze posadził również 4 świerki, po jednym na każde dziecko które wówczas miał.
W 1929 r. Przeszła nad regionem potężna wichura która powaliła 4 dorodne już świerki, także doza stodole o 4 bramach w pobliskim gospodarstwie B. Kuzdowicza. Figura została nie tknięta i stała aż do II wojny światowej.
Po wybuchy II wojny światowej, w obawie o zniszczenie figury i postumentu, votum przeniesiono do gospodarstwa J. Szymańskiego z Bielaw i przechowywano w sąsieku. Postument (kolumnę) zakopano na polu Andrzejewskiego. Po wojnie, w 1946 r. zięć fundatora figury, Jakub Lewandowski, ponownie ustawił figurę na szczycie postumentu na jej dawnym miejscu, figura tez została odnowiona. O dacie fundacji i odnowienia świadczy tablica pamiątkowa obecnie przechowywana w pobliskim domu rodziny Lewandowskich.

## Galeria

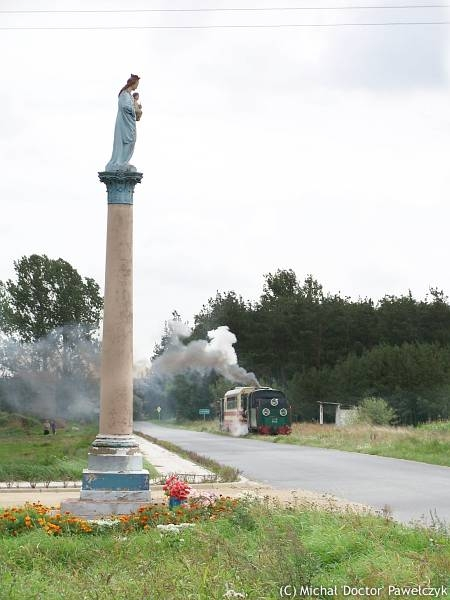
Bielawy Śmigielskie, widok w stronę Śmigla. Px-48-1785 - 27.08.2006